# Shawneetown
Shawneetown est le siège du comté de Gallatin, dans l'Illinois, aux États-Unis.
La ville actuelle a été établie en 1937 après que la rivière Ohio a inondé ce qui est maintenant le « vieux Shawneetown ».